# Wes Scantlin
Wesley Reid Scantlin (Kansas City, 9 giugno 1972) è un cantante e chitarrista statunitense.
Tra il 1991 e il 1992 ha fondato il gruppo post-grunge Puddle of Mudd, di cui è tuttora il frontman.